# Station Salzgitter-Immendorf
Station Salzgitter-Immendorf (Haltepunkt Salzgitter-Immendorf) is een spoorwegstation in de Ortsteil Immendorf van de Duitse plaats Salzgitter, in de deelstaat Nedersaksen. Het station ligt aan de spoorlijn Salzgitter-Drütte - Derneburg en is geopend in 1887. De spoorlijn werd in 1953-1954 tussen Drütte en Lichtenberg heraangelegd, het station van Immendorf werd afgewaardeerd naar een eenvoudige halte. Sinds 1984 stopt de lijn RB 44 op het station.

## Indeling
Het station beschikt over één zijperron, die niet is overkapt maar voorzien van een abri. Het perron is te bereiken vanaf de straat Am Berghof.

## Verbindingen
De volgende treinserie doet het station Salzgitter-Immendorf aan:
| Serie | Treinsoort                   | Route                                                           | Bijzonderheden                 |
| ----- | ---------------------------- | --------------------------------------------------------------- | ------------------------------ |
| RB 44 | Regionalbahn (DB Regio Nord) | Braunschweig Hbf – Salzgitter-Immendorf – Salzgitter-Lebenstedt | 1x per twee uur in het weekend |